# Cymbocarpa
Cymbocarpa es un género con dos especies de plantas con flores perteneciente a la familia Burmanniaceae. Es originario de América tropical.  Comprende 3 especies descritas y de estas, solo 2 aceptadas.

## Descripción
Son hierbas saprofíticas. Rizoma cilíndrico, ligeramente tuberoso; escamas ovadas a angostamente ovadas. Inflorescencia en una cima bifurcada, cada cincino con 1-4 flores. Flores erectas, hipocraterimorfas, subsésiles. Tépalos externos 3-lobados. Tépalos internos muy pequeños. Tubo floral sin alas. Anteras 3, sésiles, insertadas en la parte apical del tubo floral; conectivo sin apéndices. Estilo 3-ramificado en el ápice, cada rama con un estigma hipocrepiforme visto desde arriba, con 2 apéndices cortos, apicales, filiformes. Ovario 1-locular con 3 placentas parietales, cada septo con 2 glándulas apicales globosas. Cápsula más o menos asimétrica, en un ángulo de   90° con el eje de la inflorescencia, coronada por la parte persistente del tubo floral, la parte superior del tubo caduca; dehiscencia longitudinal y loculicida por 1 hendidura en la pared horizontal entre las 2 placentas menores, formando un fruto cimbiforme. Semillas angostamente elipsoides a ovoides; funículos la mayoría más largos que las semillas.

## Taxonomía
El género fue descrito por John Miers y publicado en Proceedings of the Linnean Society of London 1: 61–62. 1840. La especie tipo es: Cymbocarpa refracta Miers

## Especies aceptadas
A continuación se brinda un listado de las especies del género Cymbocarpa aceptadas hasta octubre de 2013, ordenadas alfabéticamente. Para cada una se indica el nombre binomial seguido del autor, abreviado según las convenciones y usos.
- Cymbocarpa refracta Miers, Proc. Linn. Soc. London 1: 62 (1840).
- Cymbocarpa saccata Sandwith, Bull. Misc. Inform. Kew 1931: 60 (1931).